# نموذج روستو لمراحل النمو الاقتصادي

يعد نموذج مراحل النمو الاقتصادي الذي وضعه روستو أحد النماذج التاريخية الرئيسية للنمو الاقتصادي. نُشر من قبل الاقتصادي الأمريكي والت ويتمان روستو في عام 1960. من مسلمات النموذج أن النمو الاقتصادي يحدث في خمس مراحل أساسية، متفاوتة الطول:
1. المجتمع التقليدي
2. الشروط السابقة للانطلاق
3. الانطلاق
4. الدافع إلى النضج
5. عصر الاستهلاك الجماهيري الكبير

يعد نموذج روستو أحد النماذج الأكثر بنيوية للنمو الاقتصادي، وخاصةً مقارنةً بنموذج «التراجع» الذي طوره ألكساندر غيرشنكرون، على الرغم من أن النموذجين لا يعتبران متعاكسين.
زعم روستو بأن الانطلاق الاقتصادي يجب أن يقوده في البداية عدد قليل من القطاعات الاقتصادية الفردية. يعكس هذا الاعتقاد فرضية ديفيد ريكاردو حول الميزة النسبية وينتقد مساعي الثوريين الماركسيين إلى الاعتماد على الذات اقتصاديًا من حيث أنه يسعى نحو التنمية «الأولية» لقطاع أو قطاعين فقط فضلًا عن تنمية جميع القطاعات بالتساوي. أصبح هذا أحد المفاهيم الهامة في نظرية التحديث في التطور الاجتماعي.

## لمحة عامة
بالإضافة إلى المراحل الخمس التي اقترحها في نموذج مراحل النمو الاقتصادي في عام 1960، ناقش روستو المرحلة السادسة ما وراء الاستهلاك الجماهيري الكبير ووصفها بأنها «البحث عن الجودة» في عام 1971. وفيما يلي موجز لمراحل روستو الستة للنمو:
1. المجتمع التقليدي

- يتميز بزراعة الكفاف أو الصيد وجمع الثمار؛ تقريبًا بمجمله اقتصاد القطاع «الأساسي»
- تكنولوجيا محدودة
- بعض التطورات والتحسينات في العمليات، ولكن قدرة محدودة على النمو الاقتصادي بسبب غياب التقنيات الحديثة، ونقص الطبقة أو الحراك الاقتصادي الفردي، مع إعطاء الأولوية للاستقرار ورؤية التغيير بشكل سلبي.
- هذا هو المكان الذي يبدأ فيه المجتمع عمومًا قبل التقدم نحو المراحل التالية من النمو
- لا توجد دول مركزية أو أنظمة سياسية.

1. الشروط السابقة للانطلاق

- الطلب الخارجي على المواد الخام يبدأ التغيير الاقتصادي.
- تطوير زراعة تجارية أكثر إنتاجية والمحاصيل النقدية التي لا يستهلكها المنتجون و/أو التي يتم تصديرها إلى حد كبير.
- استثمار واسع ومحسن في التغيرات التي تطرأ على البيئة المادية لتوسيع نطاق الإنتاج (أي الري والقنوات والموانئ).
- زيادة انتشار التكنولوجيا وأوجه التقدم في التقنيات الحالية.
- تغيير الهيكل الاجتماعي، مع وجود التوازن الاجتماعي السابق الآن في حالة تبدل.
- بدأ الحراك الاجتماعي الفردي.
- تطوير الهوية الوطنية والمصالح الاقتصادية المشتركة.

1. الانطلاق

- يزداد التحضر، يستمر التصنيع، تحدث طفرات تكنولوجية.
- توسع القطاع «الثانوي» (المنتج للسلع) وتتحول نسبة القطاعات الثانوية مقابل القطاعات الأولية في الاقتصاد بسرعة نحو القطاع الثانوي.
- تعد المنسوجات والملابس عادةً أول صناعة «للانطلاق»، كما حدث في «الثورة الصناعية» الكلاسيكية لبريطانيا العظمى.
- مثال على مرحلة الانطلاق هي ثورة الزراعة (الخضراء) في ستينيات القرن العشرين.

1. الدافع إلى النضج

- تتنوع القاعدة الصناعية؛ تتسع الصناعات المتعددة والجديدة منها تترسخ بسرعة.
- تحوّل التصنيع من (السلع الرأسمالية) المدفوعة بالاستثمار نحو السلع الاستهلاكية المعمرة والاستهلاك المحلي.
- التطور السريع للبنية التحتية للنقل.
- الاستثمار على نطاق واسع في البنية التحتية الاجتماعية (المدارس والجامعات والمستشفيات، وما إلى ذلك).

1. عصر الاستهلاك الجماهيري الكبير

- هيمنة القاعدة الصناعية على الاقتصاد؛ القطاع الأساسي يتناقص بشكل كبير في الاقتصاد والمجتمع.
- الاستهلاك واسع النطاق والمعياري للسلع الاستهلاكية عالية القيمة (مثل السيارات).
- يكون عادةً للمستهلكين (إن لم يكن شيئًا عالميًا) دخل قابل للتصرف، يتجاوز كل الاحتياجات الأساسية، من أجل السلع الإضافية.
- المجتمع الحضري (التحرك بعيدًا عن الريف إلى المدن).

1. ما وراء الاستهلاك (البحث عن الجودة)

- عصر تناقص المنفعة الحدية النسبية كما أنه عصر السلع الاستهلاكية المعمرة
- تشعر الأسر الكبيرة والأميركيين كما لو أنهم ولدوا في مجتمع يتمتع بأمن اقتصادي مرتفع واستهلاك مرتفع
- مرحلة يكون فيها مجرد تكهنات حول ما إذا كان هناك مزيد من تعميم المستهلك أو ما سيأتي به الجيل الجديد من أجل النمو

ادعى روستو أن هذه المراحل من النمو صُممت لمعالجة عدد من القضايا، بعضها حدد نفسه، كاتبًا:
«تحت أي دوافع بدأت المجتمعات الزراعية التقليدية عملية التحديث الخاصة بها؟ متى وكيف أصبح النمو المنتظم سمة مدمجة في كل مجتمع؟ ما هي القوى التي دفعت عملية النمو المستمر وحددت معالمها؟ ما هي العوامل الاجتماعية والاقتصادية المشتركة لعملية النمو التي يمكن تمييزها في كل مرحلة؟ ما هي القوى التي حددت العلاقات بين المناطق الأكثر تطورًا والأقل تطورًا؛ وما هي العلاقة إن وجدت، التي حمّلها التسلسل النسبي للنمو إلى نشوب الحرب؟ وأخيرًا أين تأخذنا الفائدة المركبة؟ هل تأخذنا إلى الشيوعية أم إلى ضواحي الأثرياء، المدَوّرة بإحكام برأس مال اجتماعي؛ أو إلى الدمار؛ أو إلى القمر؛ أو إلى أين؟»
يؤكد روستو أن البلدان تمر بكل مرحلة من هذه المراحل بشكل خطيّ إلى حد ما، وتضع عددًا من الشروط التي من المحتمل أن تحدث في مجالات الاستثمار والاستهلاك والاتجاهات الاجتماعية في كل ولاية. مع ذلك، لم تكن جميع الشروط مؤكدة الحدوث في كل مرحلة، وقد تحدث المراحل والفترات الانتقالية بأبعاد متفاوتة من بلد إلى آخر، بل وحتى من منطقة إلى أخرى.

## الإطار النظري
نموذج روستو هو جزء من المدرسة الليبرالية للاقتصاد، مُركّزًا على فعالية المفاهيم الحديثة للتجارة الحرة وأفكار آدم سميث. لا يتفق مع مناقشة فريدريش ليست التي تنص على أن الاقتصادات التي تعتمد على صادرات المواد الخام قد يتم «الإقفال عليها»، ولن تكون قادرة على التنويع، في هذا الشأن ينص نموذج روستو على أن الاقتصادات قد تحتاج إلى الاعتماد على صادرات المواد الخام لتمويل تنمية القطاع الصناعي الذي لم يحقق بعد مستوى عالٍ من التنافسية في المراحل الأولى من الانطلاق. لا يتعارض نموذج روستو مع جون ماينارد كينز فيما يتعلق بأهمية سيطرة الحكومة على التنمية المحلية وهو أمر غير مقبول عمومًا من قبل بعض مؤيدو التجارة الحرة الانفعاليين. الافتراض الأساسي الذي قدمه روستو هو أن الدول تريد التحديث والنمو وأن المجتمع سوف يوافق على المعايير الماديّة للنمو الاقتصادي.